# Tepuidessus breweri
Tepuidessus breweri är en skalbaggsart som beskrevs av Spangler 1981. Tepuidessus breweri ingår i släktet Tepuidessus och familjen dykare. Inga underarter finns listade i Catalogue of Life.